# United We Are
United We Are è il primo album in studio del DJ olandese Hardwell, pubblicato il 23 gennaio 2015 dalla Revealed Recordings.

## Tracce

### Edizione standard
1. Eclipse – 3:13
2. Follow Me (feat. Jason Derulo) – 3:20
3. Sally (feat. Harrison) – 4:38
4. Let Me Be Your Home (feat. Bright Lights) – 3:36
5. Colors (with Tiësto feat. Andreas Moe) – 4:01
6. Where Is Here Now (with Funkerman feat. I-Fan) – 3:16
7. United We Are (feat. Amba Shepherd) – 5:52
8. Don't Stop the Madness (with W&W feat. Fatman Scoop) – 3:45
9. Young Again (feat. Chris Jones) – 3:40
10. Echo (feat. Jonathan Mendelsohn) – 5:08
11. Arcadia (with Joey Dale featuring Luciana) – 3:14
12. Area51 (with DallasK) – 3:00
13. Nothing Can Hold Us Down (with Headhunterz feat. Haris) – 3:19
14. Birds Fly (feat. Mr Probz) – 3:28
15. Dare You (Acoustic Version) (feat. Matthew Koma & Bebe Rexha) – 3:07

### Edizione deluxe Beatport
1. Eclipse (Extended Mix) – 3:01
2. Follow Me (Club Mix) (feat. Jason Derulo) – 5:26
3. Sally (Album Version) (feat. Harrison) – 4:37
4. Let Me Be Your Home (Album Version) (feat. Bright Lights) – 3:35
5. Colors (Extended Mix) (with Tiësto feat. Andreas Moe) – 5:07
6. Where Is Here Now (Album Version) (with Funkerman feat. I-Fan) – 3:15
7. United We Are (Extended Mix) (feat. Amba Shepherd) – 5:43
8. Don't Stop the Madness (Extended Mix) (with W&W feat. Fatman Scoop) – 4:59
9. Young Again (Extended Mix) (feat. Chris Jones) – 5:10
10. Echo (Extended Mix) (feat. Jonathan Mendelsohn) – 6:06
11. Arcadia (Extended Mix) (with Joey Dale featuring Luciana) – 4:58
12. Area51 (Extended Mix) (with DallasK) – 3:43
13. Nothing Can Hold Us Down (Extended Mix) (with Headhunterz feat. Haris) – 4:00
14. Birds Fly (Album Version) (feat. Mr Probz) – 3:27
15. Eclipse (Album Version) – 3:13
16. Follow Me (Album Version) (feat. Jason Derulo) – 3:20
17. Colors (Album Version) (with Tiësto feat. Andreas Moe) – 4:01
18. United We Are (Album Version) (feat. Amba Shepherd) – 5:52
19. Don't Stop the Madness (Album Version) (with W&W feat. Fatman Scoop) – 3:45
20. Young Again (Album Version) (feat. Chris Jones) – 3:40
21. Echo (Album Version) (feat. Jonathan Mendelsohn) – 5:08
22. Arcadia (Album Version) (with Joey Dale featuring Luciana) – 3:14
23. Area51 (Album Version) (with DallasK) – 3:00
24. Nothing Can Hold Us Down (Album Version) (with Headhunterz feat. Haris) – 3:19

## Pubblicazione
| Paese       | Data            | Formato               | Etichetta          |
| ----------- | --------------- | --------------------- | ------------------ |
| Olanda      | 23 Gennaio 2015 | CD, download digitale | Cloud 9            |
| Regno Unito | 23 Gennaio 2015 | CD, download digitale | Sony UK            |
| Canada      | 23 Gennaio 2015 | CD, download digitale | Ultra              |
| Stati Uniti | 23 Gennaio 2015 | CD, download digitale | Ultra              |
| Germania    | 23 Gennaio 2015 | CD, download digitale | Cloud 9, Kontor    |
| Francia     | 23 Gennaio 2015 | CD, download digitale | Scorpio            |
| Giappone    | 23 Gennaio 2015 | CD, download digitale | Avex International |